# Bålsö kapell
Bålsö kapell är en kyrkobyggnad på Bålsön utanför Hornslandet öster om Hudiksvall. Kapellet tillhör Hudiksvallsbygdens församling i Uppsala stift.

## Kyrkobyggnaden
Kapellet byggdes 1603 och är det näst äldsta av fiskarkapellen i området. Det uppfördes av Gävlefiskarna, kanske tillsammans med fiskare från Hudiksvalls stad och andra orter. Kapellet står som enda byggnad kvar i den gamla hamnen som övergavs på 1840-talet. Kapellklockan har däremot flyttats till en stapel på prästkammarens vägg vid nya hamnen.

## Inventarier
I kapellet finns nio bänkar på vardera sidan om mittgången. Runt om innerväggarna är girlanger målade och ovanför dörren två änglar och det allseende ögat. På norra långväggen sitter en mycket gammal målning föreställande Kristus på korset. I kapellet finns även ett votivskepp i form av en fullriggare på vilken finns angivet namnet Gabriel Söfström och årtalet 1772.